# Reinhart Braun
Reinhart Braun, dit « René » Braun est un architecte français. Il est l’auteur de villas balnéaires de La Baule dans les années 1930.

## Biographie
Reinhart Braun, dit « René » Braun est l’auteur de nombreuses villas balnéaires de La Baule dans les années 1930. On lui doit en particulier les projets :
- la villa Coppelia (vers 1939[2]) ;
- la villa Geva (vers 1930[3]) ;
- l'hôtel Hélios (reprise en 1937 d'un hôtel construit vers 1911[4]) ;
- la villa My House (vers 1930[5]) ;
- la villa Ker Albert (vers 1930[6]) ;
- la villa La Lande Fleurie (reprise en 1939 d’une maison construite vers 1925[7]) ;
- l'hôtel Majestic[1] ;
- la villa Paul Raymond (restauration en 1934 d'une maison construite vers 1880 par Georges Lafont[8]) ;
- la villa La Perrière (vers 1930[9]) ;
- la villa Theresina (vers 1930[10],[11]) ;
- la villa Les Voiles Blanches (en 1933[12]).